# TOKIO (沢田研二の曲)
「TOKIO」（トキオ）は、沢田研二の29枚目のシングル。1980年1月1日にポリドール・レコード（現・ユニバーサルミュージック）より発売された。

## 解説
- アルバム『TOKIO』からのシングルカット。シングル・ヴァージョン。
- 沢田研二人気投票曲ランキングでは、第3位を記録[1]。音楽ストリーミングサービスSpotifyの再生数でも人気が非常に高く、代表曲の一つでもある。
- 電飾の施されたスーツを纏い、赤と白の縞模様のパラシュートを背負ってテレビ番組などで歌う姿は注目を集めた。これらの衣装は総額250万円もの費用をかけて制作されたという。なお、このパラシュートのアイデアは沢田本人が提案したものである。
- 沢田は後に「いろんな人たちが演奏して去っていった曲」と回想している。最初はソロデビュー以来約10年連れ添ったバックバンド『井上堯之バンド』が演奏していたが、井上堯之が「パラシュートのせいでテレビに映らない。やってられない。」と違和感を覚え、ドラムの鈴木二朗以外のメンバーも「嫌だ」と言い去ってしまい[注釈 1]、バンドは解散となった。その後のバックバンド『オールウェイズ』、『エキゾティクス』もパラシュートの演出を不満に思い、「背負わないなら一緒にやってもいい」と言ったそうである。その後の沢田は、自分が責任を一身に負う代わりに、自分の好みに合わせてくれるバンドメンバーを集めるようになっていったという[2]。
- 2022年発売の沢田のシングル「LUCKY／一生懸命」のカップリング曲に、斎藤有太が編曲し、大幅にアレンジをされた「TOKIO 2022」が収録されている。

## 収録曲
1. TOKIO（4分36秒）
  - 作詞：糸井重里 作曲：加瀬邦彦 編曲：後藤次利
2. I am I（俺は俺）（5分47秒）
  - 作詞：仲畑貴志 作曲・編曲：井上堯之

日産自動車・ダットサンブルーバード910（キューイチマル）型（発売当初）CMソング。

## カバー
TOKIO
- レスリー・チャン - 「H2O」の曲名でカバー。1984年、『張國榮Monica』収録。
- カブキロックス - アレンジして「お江戸-O・EDO-」の曲名でカバー。1990年、シングル発売。
- TATSUYA NISHIWAKI featuring フレディー波多江 - 2000年、『beatmania CLUB MIX Original Soundtrack』収録。
- キーヤキッスぱにっく - 「トキオッ」の曲名でカバー。2001年、シングル発売。この曲は東京都交通局の『都営大江戸線全線開通』CMソングに使われた。
- きゅぅ〜!! - 2002年、『全国ハモネプリーグ LIVE! VOL.2』収録。
- Daカルロス喜田造 - 2003年にシングル発売。
- ドクター・ゾイル - 2003年、『Riviera Boogie』の日本盤ボーナス・トラックとして収録。『新トーキョー人の選択』、2007年4月 - 6月の『イタリア語会話』、2008年10月 - 2009年3月の『テレビでイタリア語』のオープニングテーマとして使われた。
- 草彅剛 - 2006年、韓国語でカバー。『Pop Up! SMAP』収録。
- 桑田佳祐（サザンオールスターズ） - 2013年のAAAイベント『昭和八十八年度! 第二回ひとり紅白歌合戦』でカバーし、本家さながらに赤と白の縞模様のパラソルを背負って歌い、フライングを披露した。
- 森重樹一（ZIGGY）- 2011年8月3日発売 果てしなきグラムロック歌謡の世界アルバムにて 収録
- ザ・ワイルドワンズ - 2004年のライブアルバム『加瀬邦彦&ザ・ワイルド・ワンズライブ〜Live at SHIBUYA AX/GINZA KENNEDY HOUSE〜』（ダイキサウンド）収録。2006年の40周年記念武道館ライブ（DVD『加瀬邦彦&ザ・ワイルドワンズ in 武道館』）・2010年の「JULIE WITH THE WILD ONES」ツアー（DVD『JULIE with THE WILD ONES LIVE 僕達ほとんどいいんじゃあない』）では沢田とのコラボレーション版を披露している。
- 山崎育三郎 - カバーアルバム『1936 〜your songs〜』（2016年8月24日発売）収録 [3]。
- 替え歌がスズキ「エリオ」、オープンハウス、ロッテ「モナ王」のCMにそれぞれ使われた。
- FC東京のチャントとしても使われている。
- 2016年、替え歌が全日空のCM「HELLO BLUE, HELLO FUTURE 〜2020を、みんなの滑走路にしよう〜」シリーズ（CM出演：ウサイン・ボルト、ギター演奏：野村義男）に使用された。
- BOYS AND MEN - 2017年3月28日、47のバージョンでカバーした音源「TOKIO 47」を配信リリース[4]。
- 及川光博『男心DANCIN'』収録